# Congrès national wallon
De nombreux Congrès wallons se tinrent à la fin du XIXe siècle et au début du XXe siècle, dont le plus important fut sans conteste celui de 1905 et celui de 1913 (qui fixa les couleurs du drapeau wallon et institua une Assemblée wallonne officieuse avec le concours d'un très grand nombre de parlementaires socialistes et libéraux).
Sans nier cette importance des premiers Congrès wallons, on peut penser que les plus importants eurent lieu de 1945 à 1960 à une époque où le mouvement wallon connut quelques sommets de notoriété et d'influence qu'il allait retrouver dans les années 1960 à 1990 au bout desquelles sa principale revendication fut satisfaite, à savoir une autonomie étendue et appelée encore à s'étendre.

## Le Congrès de Liège des 20 et 21 octobre 1945
Un Congrès wallon qui s'intitula lui-même Congrès national wallon se tint à Liège les 20 et 21 octobre 1945., présidé par Joseph Merlot, le terme national indiquant non pas qu'il revêtait un caractère officiel mais qu'il avait l'ambition de s'exprimer au nom de la Wallonie ce que certains historiens considèrent maintenant sinon comme justifié entièrement du moins comme recevable. En outre, en 1947, la majorité des parlementaires wallons soutinrent au parlement belge une proposition inspirée de la conclusion du Congrès de 1945, soit une proposition instaurant le fédéralisme: la proposition fut rejetée par les députés flamands, bruxellois et les députés wallons du PSC: sur les 51 députés wallons favorables, il y eut 40 Wallons (la Chambre comptait 76 députés wallons), 8 Bruxellois francophones (sur trente), 3 Flamands (sur 96).

### Un vote à 46% en faveur de la réunion à la France
Les congressistes se prononcèrent d'abord à une majorité relative (46 %) en faveur de la réunion de la Wallonie à la France. À la suite d'un discours de François Simon qui évoque d'ailleurs les incidents de la bataille de la Lys.
L'option qui avait ensuite leur faveur était l'autonomie dans le cadre belge (près de 40 % des suffrages), puis l'indépendance de la Wallonie (14 %), manifestation pour une fois claire et précise d'un indépendantisme wallon qui a été souvent plus implicite qu'explicite, enfin de simples solutions de décentralisation dans le cadre unitaire belge (un peu plus d'1 % des suffrages).

### Le ralliement au (con)fédéralisme
Le Congrès se rallia finalement à l'unanimité à la position défendue par Fernand Dehousse qui avait auparavant prononcé le discours le plus magistral et le plus applaudi, soit l'autonomie dans un cadre confédéral (mais allant sans doute jusqu'à des traits de confédéralisme). Le discours de F.Dehousse sur le fédéralisme, professeur de droit international à l'Université de Liège à l'époque, est aussi une belle leçon sur le fédéralisme.

### Décompte des votes
Sur le site d'une publication de la Région wallonne, cet événement est bien expliqué et notamment le décompte exact, en 1945, des voix en faveur des quatre options.

### L'allocution finale deCharles Plisnier
Le Congrès se termina par une vibrante allocution de Charles Plisnier qui, implicitement, appuya la thèse rattachiste (qu'il abandonnera plus tard), en estimant que l'option pour le fédéralisme était le dernier essai d'entente dans le cadre belge qui, s'il ne réuississait pas, imposerait d'« appeler la France au secours ».
Bien que cela ait été contesté, il semble bien maintenant que ce Congrès avait quelque représentativité, voire était représentatif de l'opinion en Wallonie. Cette thèse a été défendue avec des nuances par Philippe Raxhon. D'autres Congrès se tinrent à Charleroi l'année suivante, puis à Bruxelles et à Namur.

## Ralliement d'André RenardauCongrès national wallon extraordinairede 1950
Au Congrès national wallon de Charleroi, en mars 1950, à la suite du rejet du retour du roi Léopold III par l'opinion wallonne quelques jours auparavant, André Renard apporta le ralliement des syndicats socialistes de Liège.